# 程天錫
程天錫（1869年—1951年），甘肅省文縣人，清朝政治人物、進士出身。
光緒三十年，會試第255名；殿試登進士三甲第106名，授云南禄丰县知县。辛亥革命后归乡兰州，后担任甘肃省政府顾问，甘肃省通志编纂，任教于兰州师范学院、兰州中学、兰州女子师范学院。著有《甲后呤草》、《爨余集》、《翠竹斋诗》、《滌曰轩集》、《楹联剩语》等。